# Cerenzia
Cerenzia est une commune italienne de la province de Crotone dans la région de Calabre en Italie.

## Histoire
- Zone archéologique d'Acerenthia

## Communes limitrophes
|                       | Castelsilano |          |
| San Giovanni in Fiore | Cerenzia     | Casabona |
|                       | Caccuri      |          |

## Administration
| Période                                  | Période     | Identité       | Étiquette | Qualité |
| ---------------------------------------- | ----------- | -------------- | --------- | ------- |
| 27 Mai 2013                              |             | Maria Lacaria  |           |         |
| 27 Mai 2003                              | 26 mai 2013 | Stanislao Dima |           |         |
| Les données manquantes sont à compléter. |             |                |           |         |

### Communes limitrophes
Caccuri, Castelsilano